# Västra Vemmenhög
Västra Vemmenhög egy dél-svédországi kis falu.

## Fekvése
Västra Vemmenhög Skåne (ejtsd: szkóne) tartomány középső részén a Balti-tenger partjától 10 km-re északra. Közigazgatásilag Skurup önkormányzatához tartozik, noha földrajzilag elkülönül tőle. Vallási szempontból a tőle keletre található Skivarp (ejtsd: hívárp) az evangélikus egyházközség központja. Ma (2007) kb 200 lakosa van.

## Történet
A "Västra" jelentési nyugati, a "Vemmenhög" pedig két tagból, az ősi Wämund keresztnévből és a "hög"=domb, magaslat szavakból áll össze. Wämund a hagyomány szerint egy bronzkori törzsfőnök volt Skåne déli részén, majd halála után itt temették el katonatársaival. Mindez még a viking idők előtt történt. A Västra Vemmenhögnél fekvő három magaslat tehát tulajdonképp bronzkori sírdomb. Jelenleg nincsenek feltárás alatt: szántóföld veszi körül, de az országútról jól láthatók.
Létezik Östra (=keleti) Vemmenhög is, 5 km-re Västra Vemmenhögtől.
Västra Vemmenhög a viking idők után Dániához tartozott kisebb megszakítással 1658-ig. Majd a Taastrupi szerződés eredményeként a tartománnyal együtt Svédországhoz került, ezzel folyamatos csatározások közepette telt a falu következő 50 éve. A lakosság lassan elsvédesedett, jelenleg az itt élők svédnek és skåneinek vallják magukat. Külön zászlójuk is van svéd mintára: kék- sárga helyett vörös-sárga.
Västra Vemmenhög jelentősége a XX. század elejéig emelkedett. Itt volt a járási központ, továbbá a körzet lelkészi hivatala. Temploma még a dán időkből való, mely a többszöri átépítése eredményeként ma is működik.

## Nevezetesség
Västra Vemmenhög ismertségét Selma Lagerlöf: Nils Holgersson csodálatos utazása Svédországon át (1906-1907) című könyve alapozta meg. Az írónő a mesehős szülőfalujaként Västra Vemmenhög választotta. Ennek oka, hogy Svédország legdélibb részén két nagyobb város, Trelleborg és Ystad közötti képzeletbeli vonalát megfelezte, és ott Västra Vemmenhögöt találta. Így lett az ismeretlen faluból világhírű település.
Jelenleg mezőgazdasággal és idegenforgalommal foglalkoznak az itt élő emberek.
1822-ben épült itt az első általános iskola (jelenleg lakóház, nem látogatható.) Azonban udvarán időszakosan kisebb kamarakoncertek hangzanak fel a népszerű svéd komolyzene kedvelőinek. Az udvar tövében folyik a Vemmenhögpatak, mely Skateholmnál ömlik a Balti-tengerbe.
A patak egykor egy malmot működtetett, melynek romjai már alig-alig látszanak a "Park"-nak nevezett erdős területen. Abban az időben, mikor Selma Lagerlöf könyve megjelent, a malom működött, több kézműves és üzlet folytatta itt a tevékenységét.
1917-ben átadták az új oktatási intézményt, melyet a falu lakosságszámának jelentős csökkenése miatt 1971-ben bezártak. A Wämund alapítvány segítségével 1985-ben az általános iskola épületében múzeumot rendeztek be a mesehős és az írónő tiszteletére. Az udvaron Selma Lagerlöf apró mellszobra látható.
2006-ban a Nils Holgersson megjelenésének 100. évfordulóján az ünnepségsorozat egyik kiemelt eseménye volt a "Nils Holgersson színdarab", melyet helybéliek adtak elő a közönségnek az iskola udvarán 11 alkalommal.
2007-ben a svéd nemzeti ünnep alkalmából (június 6.) avatták fel Nils Holgersson és Márton gúnár hatalmas szobrát V Vemmenhögtől kb 10 km-re a főútvonalnál. Az óriási munka Bengt Almkvist ötlete alapján 800.000 svéd koronából készült.